# جاكوب تشيونغ
جاكوب تشيونغ (بالصينية: 張之亮) هو كاتب سيناريو ومخرج وممثل صيني، ولد في 6 سبتمبر 1959 بهونغ كونغ في الصين. من الجوائز التي نالها Hong Kong Film Award for Best Director ‏.

## جوائز
- Hong Kong Film Award for Best Director [الإنجليزية]‏

## وصلات خارجية
- جاكوب تشيونغ على موقع IMDb (الإنجليزية)
- جاكوب تشيونغ على موقع ألو سيني (الفرنسية)
- جاكوب تشيونغ على موقع قاعدة بيانات الفيلم (الإنجليزية)
- جاكوب تشيونغ على موقع كينوبويسك (الروسية)